# Alte Ziegelei Röbel/Müritz

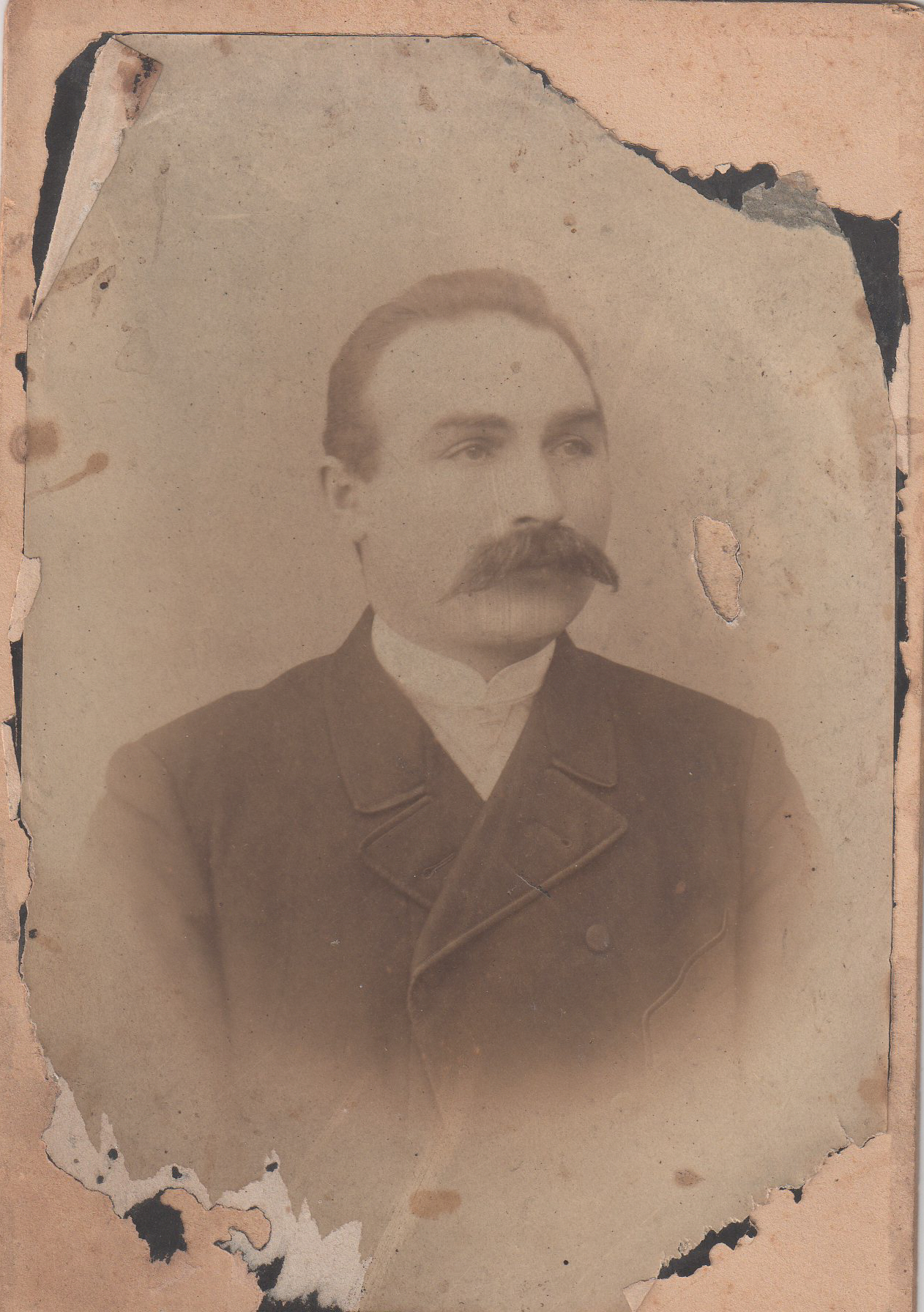
Ziegelmeister und Ziegeleibesitzer Wilhelm Groth.

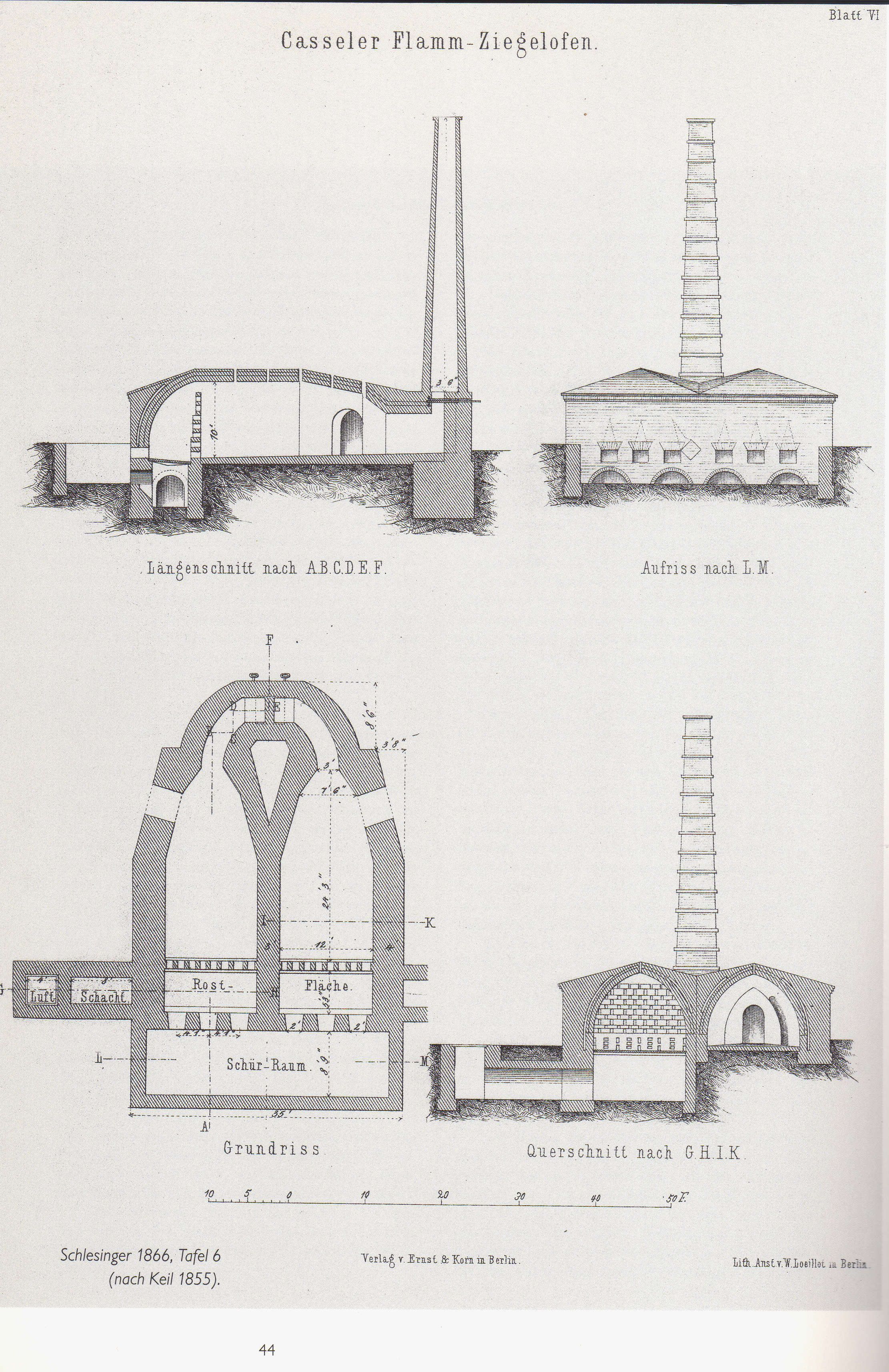
Das Bild zeigt den Aufbau eines Casseler Ziegelbrennofens.

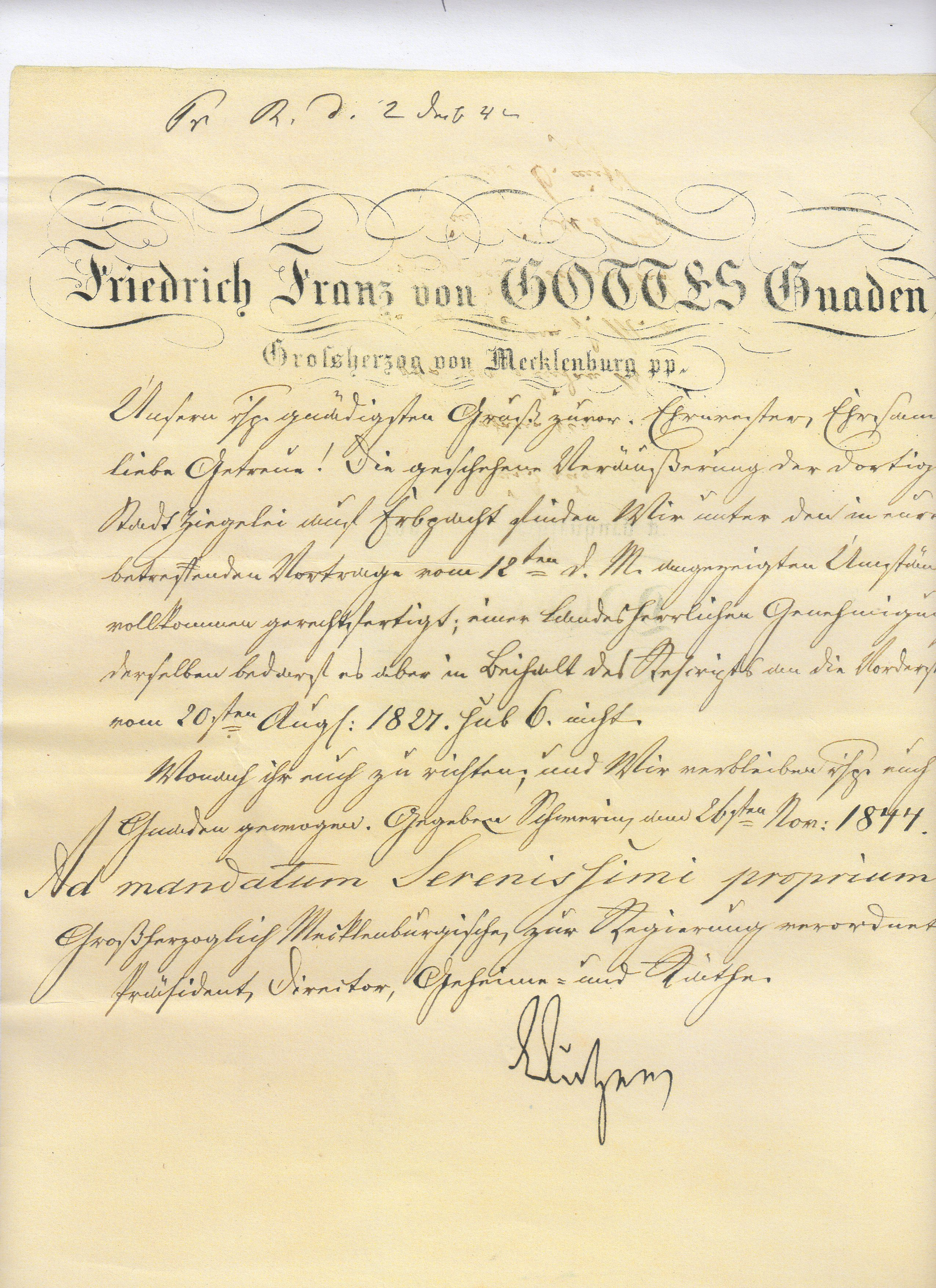
Pachtkaufbestätigung Alte Ziegelei von Friedrich Franz II. Großherzog von Mecklenburg.

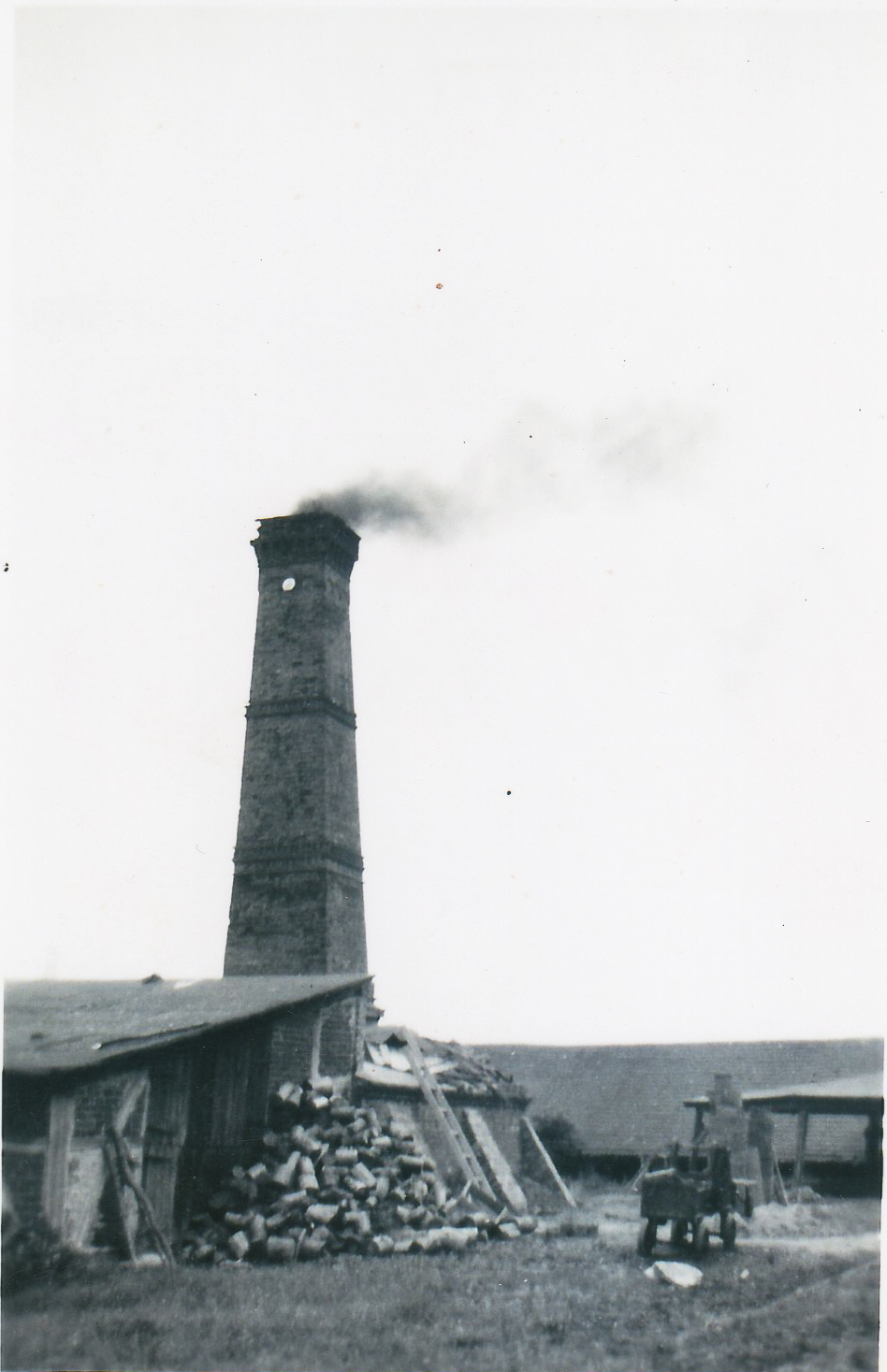
Esse (offene Feuerstelle mit Abzug) der Alten Ziegelei in Röbel/Müritz.

Die Alte Ziegelei in Röbel an der Müritz ist ein Industriedenkmal. Sie liegt an der Route des Mecklenburgischen Seen-Radwegs unweit des Müritz-Nationalparkes.

## Geschichte

### 18. Jahrhundert
Im Mai 1724 wurden bei dem großen Stadtbrand in Röbel über 120 Häuser zerstört. Man benötigte Ziegel; Strohdächer durften nicht mehr gebaut werden; so beschloss der Rat des Ackerbauern-Städtchens den Bau einer Ziegelei am Stadtrand. Der Ziegelbrennofen entstand im Jahre 1724 im Stil des Altdeutschen Kammerofens, ebenso ein Trockenschuppen und ein Pferdegöpel.

Im Gosenow (heutiger Name: Gausmoor) wurde Lehm abgebaut und auf die Ziegelei befördert. Im Göpel wurde dieser zerkleinert, verdichtet und in hölzerne Ziegelformen eingebracht. Zunächst beschäftigte die Stadt den Zieglermeister Groth (Großvater des späteren Besitzers) aus Kambs und mehrere Tagelöhner.

### 19. Jahrhundert
Der Zieglermeister Wilhelm Groth (* 1815) ersteigerte im November 1844 den Pachtvertrag für die Ziegelei und das Gosenow zum Preis von jährlich 570 Talern. 1845 wurde dies mit der Pachturkunde von Friedrich Franz II. bestätigt.
Nach Wilhelm Groths Vermählung mit Luise Friederike aus Marwitz am 20. Juni 1845 wurde am 14. Juli 1845 der Pachtvertrag zum Kaufvertrag umgewandelt; Groth wurde Besitzer der Ziegelei. Den Kauf bestätigten der Großherzog als Lehnsherr und die Röbeler Stadtkämmerei. Nach der Geburt seiner Tochter Elisa-Friederike im Jahr 1846 und seines Sohnes Wilhelm-Friedrich im Jahr 1847 baute Wilhelm Groth das erste Wohnhaus auf dem Anwesen. 1856 wurde die Ziegelei mit einem industriellen Ziegelbrennofen (Casseler Ziegelflammofen, 1827 von Ing. Carl Anton Henschel aus Kassel patentiert) und einem Trockenschuppen erweitert. Die Ziegel wurden im Trockenschuppen zum Austrocknen gelagert und dann in den Kasseler Ofen gesetzt.  Die Ziegelei florierte und viele der umliegenden Dörfer, Kirchen und einzelnen Bauernhäuser wurden beliefert. Teilweise beschäftigte die Ziegelei bis zu 30 Tagelöhner. Im Jahr 1858 wurde für die inzwischen große Familie das Wohnhaus komplett umgebaut und erreichte damit seinen heutigen Zustand. Hinzu kamen damals ein großes Stallgebäude, indem sich heute Ferienwohnungen befinden, sowie eine Scheune, von der noch die Grundmauern erhalten sind und eine Remise für Pferde und Kutschen, die inzwischen abgerissen ist. 1874 verstarb der Erstbesitzer Wilhelm Groth und übergab die „Ziegelei Groth“ an seine Söhne Wilhelm-Friedrich (* 1847), Hermann-Albert (* 1849) und Rudolf-Karl (* 1855). Wilhelm-Friedrich und Hermann-Albert wurden ebenfalls Zieglermeister und führten die Ziegelei weiter. 1891 heiratete der Zieglermeister Hermann-Albert Roselte Peters (* 1870). Aus dieser Ehe gingen 4 Kinder (Helene * 1892, Elisa * 1894, Annemarie * 1899 und Hermann * 1902) hervor. 1925 verstarb Wilhelm-Friedrich unverheiratet.

### 20. Jahrhundert
1916 wurde die „Ziegelei Groth“ stillgelegt. Gründe dafür waren dauernde Überschwemmungen der Tongruben im Gosenow, Arbeitskräftemangel in Folge des  Ersten Weltkriegs, rapide angestiegene Holzpreise sowie eine schwierige Holzbeschaffung. Im Jahr 1928 verstarb der Zieglermeister Hermann-Albert Groth und sein Sohn Hermann Groth (* 1902) übernahm die Ziegelei. Das Bezirkskommissariat für das Land Mecklenburg in Schwerin stellte in Folge eines großen Ziegelsteinbedarfs bei der Stadt Röbel den Antrag, die Ziegelei des Besitzers Hermann Groth wieder in Betrieb zu nehmen.
Nach Klärung verschiedener Punkte (Finanzierung, Holzbeschaffung etc.) zwischen dem Besitzer Hermann Groth, dem Mecklenburgischen Staatsministerium und der Stadt Röbel ging die Groth’sche Ziegelei 1937 wieder in Betrieb. Ein Antrag 1943 des Reichsministers für Bewaffnung und Munition Albert Speer über den Mecklenburgischen Landrat, auf der „Alten Ziegelei“ wichtiges Gerät der Luftwaffe auszulagern, verlief ergebnislos, da diese zwischenzeitlich wieder in Betrieb war.

### Nach 1945
Im Jahr 1945 zeigte die sowjetische Besatzungsmacht Interesse an der Ziegelei, da es sich um eine industrielle Anlage handelte. Sie veranlasste die Zwangsumsiedlung des Besitzers Hermann Groth mit seinen Schwestern Helene und Annemarie Groth in eine kleine Wohnung nach Röbel. Hermann Groth hatte die Esse des Kasseler Ofens so manipuliert, dass sie einstürzte, als die Besatzer den ersten Brand fahren wollten. Hermann Groth und seine beiden Schwestern konnten wieder in die „Alte Ziegelei“ zurück.
1982 starb der letzte direkte Nachkomme der Zieglerfamilie Hermann Groth. Die „Ziegelei Groth“ war nun ein leerstehendes Gebäudeensemble und verfiel.  1983 kauften Bernd und Inge Lange aus Rostock das Anwesen für ihre Tochter Christine. In den folgenden Jahren wurden mehrere eingestürzte Gebäude abgerissen (Schuppen, Remise, Trockenschuppen). Die Tochter des Ehepaares Lange, Christine Gumpert, und ihre Familie konnten den Traum vom Bauernhof auf der „Alten Ziegelei“ nicht mehr verwirklichen, da kein Ackerland mehr vorhanden war. Dies musste Hermann Groth, um die Ziegelei behalten zu dürfen, an die LPG abtreten.
Ab 1994 wurde das Wohnhaus der Alten Ziegelei renoviert und dient heute als Atelier und Pension. Das Ensemble wurde unter Denkmalschutz gestellt.